# Sphenomorphus cranei
Sphenomorphus cranei — вид сцинкоподібних ящірок родини сцинкових (Scincidae). Мешкає на Соломонових островах. Вид названий на честь американського філантропа Корнеліуса Вандербільта Крейна.

## Поширення і екологія
Sphenomorphus cranei мешкають на Соломонових островах, зокрема на Бугенвілі. Вони живуть у вологих тропічних лісах, на висоті від 100 до 1000 м над рівнем моря.